# توازن بوم‌شناختی
توازن بوم‌شناختی یا استوکیومتری بوم‌شناختی (به انگلیسی: Ecological stoichiometry) (که به‌طور گسترده‌تر به عنوان استوکیومتری زیست‌شناختی شناخته می‌شود)، چگونگی تأثیر تعادل انرژی و عناصر بر سیستم‌های زنده را در نظر می‌گیرد. مشابه استوکیومتری شیمیایی، استوکیومتری بوم‌شناختی بر اساس محدودیت‌های تعادل جرم استوار است، زیرا آنها دربارهٔ جانداران و برهم‌کنش‌های آنها در بوم‌سازگان اعمال می‌شوند. به‌طور خاص، تعادل انرژی و عناصر چگونه تأثیر می‌گذارد و چگونه این تعادل تحت تأثیر جانداران و برهم‌کنش‌های آنها قرار می‌گیرد. مفاهیم استوکیومتری بوم‌شناختی با ارجاع اولیه به محدودیت‌های موازنه جرم که توسط لیبیگ، لوتکا و ردفیلد صورت گرفته بود، سابقه طولانی در بوم‌شناسی دارد. این مفاهیم اولیه برای پیوند صریح فیزیولوژی عنصری جانداران به برهم‌کنش‌های شبکه غذایی و عملکرد اکوسیستم آنها گسترش‌یافته‌است.